# Atherton (Califòrnia)
Atherton és una població dels Estats Units a l'estat de Califòrnia. Segons el cens del 2000 tenia 7.194 habitants.

## Demografia
Segons el cens del 2000, Atherton tenia 7.194 habitants, 2.413 habitatges, i 1.983 famílies. La densitat de població era de 566,9 habitants per km².
Dels 2.413 habitatges en un 33,3% hi vivien nens de menys de 18 anys, en un 75,6% hi vivien parelles casades, en un 4,5% dones solteres, i en un 17,8% no eren unitats familiars. En el 12,8% dels habitatges hi vivien persones soles el 7,5% de les quals corresponia a persones de 65 anys o més que vivien soles. El nombre mitjà de persones vivint en cada habitatge era de 2,85 i el nombre mitjà de persones que vivien en cada família era de 3,06.
Per edats la població es repartia de la següent manera: un 23,7% tenia menys de 18 anys, un 7,2% entre 18 i 24, un 18,7% entre 25 i 44, un 30,3% de 45 a 60 i un 20,2% 65 anys o més.
L'edat mediana era de 45 anys. Per cada 100 dones de 18 o més anys hi havia 90,2 homes.
Entorn del 0,8% de les famílies i l'1,7% de la població estaven per davall del llindar de pobresa.

## Poblacions més properes
El següent diagrama mostra les poblacions més properes.